# Wortycyzm

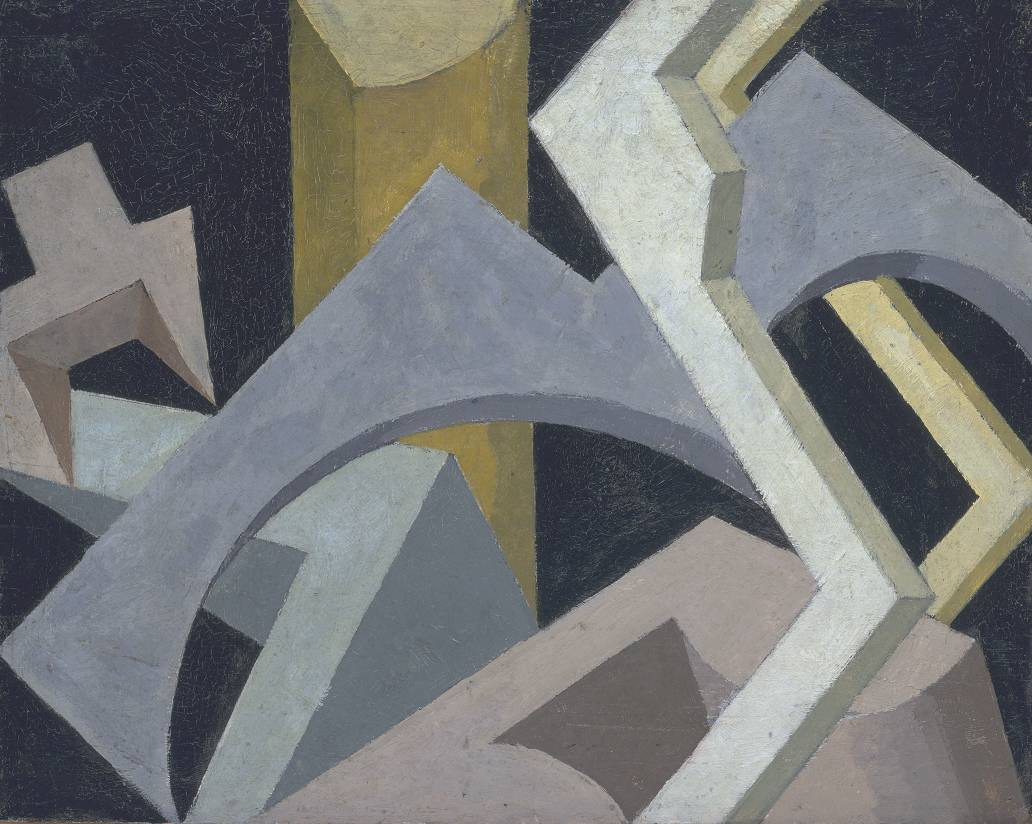
Jessica Dismorr:
Kompozycja abstrakcyjna 1915

Wortycyzm (ang. vorticism, od łac. vortex „zawirowanie, burza“) – awangardowy kierunek sztuk plastycznych powstały w Anglii na początku XX wieku, równoległy do kubizmu i włoskiego futuryzmu. Był odpowiedzią na tradycje akademickie i impresjonizm, stanowił specyficznie angielski przyczynek do modernizmu.
Protoplastą wortycyzmu był angielski malarz i krytyk artystyczny Roger Fry, który organizując w latach 1910 i 1912 wystawy sztuki postimpresjonistycznej dał impuls do zwrotu w sztuce brytyjskiej.
Ważną rolę w powstaniu wortycyzmu odegrał malarz Wyndham Lewis, uczestnik założonych przez Rogera Fry w roku 1913 „Omega Workshops” z którymi rozstał się jednak wkrótce z powodu sporu. Wortycyzm sprzeciwiał się realistycznemu ukazywaniu świata, kładł nacisk na autonomię dzieła sztuki. Doświadczenia I wojny światowej przyczyniły się do zaangażowania się artystów w tematykę społeczną i do odejścia od sztuki abstrakcyjnej.
Do zwolenników wortycyzmu należeli m.in. Ezra Pound, Jessica Dismorr i Jacob Epstein.